# Sarah Jio
Sarah Jio (ur. 18 lutego 1978) – amerykańska pisarka i dziennikarka.
Jej książki znalazły się na amerykańskich listach bestsellerów „New York Timesa” i „USA Today”. Jej debiutancka powieść Marcowe fiołki została uznana przez „Library Journal” za jedną z najlepszych kobiecych książek roku 2011.
Książki Jio zostały wydane w ponad dwudziestu krajach.
Jako dziennikarka współpracuje z m.in. „Real Simple”, „Redbook”, „O”, „The Oprah Magazine”, „Glamour”, „Marie Claire”, „Health”, „The Seattle Times”, „Fitness” czy „American Baby”. Pisze o zdrowym odżywianiu, dietach, fitnessie.
Mieszka w Seattle z mężem Jasonem i trojgiem dzieci.

## Książki
- The violets of march (2011; polskie wydanie: Marcowe fiołki, tłum. Julia Gryszczuk-Wicijowska, Znak 2012; 2014).
- The bungalow (2011; polskie wydanie: Dom na plaży, tłum. Marta Dziurosz, Znak 2012; 2014).
- Blackberry winter (2012; polskie wydanie: Jeżynowa zima, tłum. Dorota Malina, Znak 2012).
- The last camellia (2013; polskie wydanie: Kameliowy ogród, tłum. Marcin Sieduszewski, Znak 2013).
- Morning glory (2013; polskie wydanie: Dom na jeziorze, tłum. Lucyna Wierzbowska, Znak 2015).
- Goodnight June (2014).
- The look of love (2014).